# Apophylia trochanterina
Apophylia trochanterina es un coleóptero de la familia Chrysomelidae.
Fue descrita científicamente por primera vez en 1963 por Gressitt & Kimoto.